# Alan Cottrell
Sir Alan Howard Cottrell, FRS (født 17. juli 1919, død 15. februar 2012) var en engelsk metallurgist og fysiker. Han va også Chief Scientific Advisor for den britiske regering og vicerektor på Cambridge University fra 1977–1979.

## Hæder
- 1955 Valgt som Fellow of the Royal Society[3]
- 1961 Hughes Medal[4]
- 1962 Francis J. Clamer Medal[2]
- 1965 Han var den første til at modtage A. A. Griffith Medal and Prize.
- 1967 James Alfred Ewing Medal.[5]
- 1969 Fernand Holweck Medal and Prize
- 1971 Blev han slået til Ridder.[6]
- 1973 Æresgrad (Doctor of Science) på University of Bath.[7]
- 1974 James Douglas Gold Medal[8]
- 1982 Cottrell modtog et æresdoktorat på University of Essex[2]
- 1996 Copleymedaljen[9][10]

Han var medlem af Kungliga Vetenskapsakademien.

## Udvalgt bibliografi
- Theoretical Structural Metallurgy (1948) (E Arnold; 2nd Revised edition (1 January 1955)) (ISBN 0713120436)
- Dislocations and Plastic Flows in Crystals (1953) (ISBN 978-0198512066)
- Superconductivity (1964) (Harwood Academic (Medical, Reference and Social Sc; n edition (December 1964)) (ISBN 0677000650)
- An Introduction to Metallurgy (1967) (ISBN 978-0901716934)
- Portrait of Nature : the world as seen by modern science (1975) (ISBN 978-0684143552)
- How Safe is Nuclear Energy? (1982) (Heinemann Educational Publishers (29 June 1981)) (ISBN 0435541757)
- Concepts in the Electron Theory of Alloys (1998) (ISBN 978-1861250759)